# Bernhard Böttner
Bernhard Böttner (* 13. Februar 1924 in Schmalkalden; † 12. August 2013 in Sommerhausen) war ein deutscher Konzertpianist, Dirigent, Festivalleiter und Klavierpädagoge.

## Werdegang
Böttner wuchs in Meiningen auf. Dort wurde er Privatschüler des Komponisten Günter Raphael, während dessen Verfemung im Dritten Reich. Er studierte in Leipzig bei Hermann Abendroth und Johann Nepomuk David Dirigieren sowie Klavier bei Sigfrid Grundeis. Zeitweilig war er in Leipzig Korrepetitor in der Abteilung Tanz von Mary Wigman.
Es folgten Kapellmeisterengagements an der Staatsoper Katowice, in Meiningen und Weimar. Sein Solistendebüt gab Böttner 1947 unter Joseph Keilberth mit der Dresdner Staatskapelle. Er konzertierte mit Dirigenten wie Franz Konwitschny, Dimitri Mitropoulos, Hans Rosbaud und Hermann Scherchen.
Bis 1964 lebte Böttner in Berlin, seitdem in Sommerhausen und Prag. Er konzertierte wiederholt mit dem Berliner Philharmonischen Orchester, den Münchner Philharmonikern, dem Gewandhausorchester Leipzig und  deutschen Staats- und Rundfunk-Sinfonieorchestern. Auslandsreisen führten durch Europa, einschließlich von Russland-Tourneen. Er war  Mitglied der Klavierbesetzung des Philharmonischen Oktetts Berlin und des Prager Dvořák-Quartetts.
Im Jahr 1969 wurde Böttner zum Professor für Klavier und schließlich zum Leiter des Musiklehrerseminars am Nürnberger Meistersinger Konservatorium berufen. Er bekleidete diese Ämter bis zu seiner Pensionierung und richtete während dieser Zeit die Fächer Musikphysiologie und Methodologie der Klaviertechnik neu ein. Bernhard Böttner leitete auch das Institut für pianistische Diagnostik im Tonkünstler-Bezirksverband Mittelfranken e. V. (Sitz Nürnberg), das sich zur Aufgabe machte, bei individuellen klaviertechnischen Problemen zu beraten. Dazu gehörten methodenunabhängige spieltechnische Diagnosen, schriftliche Gutachten, Begabungstests und ein Thema, das Böttner immer wieder beschäftigte, die Spielschädentherapie, die in Zusammenarbeit mit Medizinern und Psychologen durchgeführt wurde.

## Leistungen
Böttner setzte sich nach dem Zweiten Weltkrieg für Werke von Komponisten ein, die im Dritten Reich verfemt waren. Darunter waren Werke von Karl Amadeus Hartmann, Paul Hindemith, Arthur Honegger, Günter Raphael, Aram Chatschaturjan sowie Igor Strawinsky. Einen weiteren Schwerpunkt setzte er auf die Aufführung der Werke russischer und slawischer Komponisten (darunter Pavel Bořkovec und Artur Malawski).
Böttner spielte die repräsentative internationale Erst-Aufführung der KZ-Sonate 27. April 1945 von Karl Amadeus Hartmann auf dem 3. Weltmusikfest 1988 in Leningrad.
1964 initiierte Böttner das Musikfestival Recital Sommerhausen/Marktbreit (bis 1982 als Deutsches Solistenfest) unter der Schirmherrschaft von Henryk Szeryng, Emil Gilels, Pierre Fournier und Maurizio Pollini.
Als Forscher und Pädagoge entwickelte er auf dem Gebiet der pianistischen Spieltechnik eine auf  physiologischer Basis beruhende, verschiedene Methoden integrierende universelle Anschlagslehre (Die Pianistische Universaltechnik) sowie eine Große Genealogie der Pianistik (ein internationaler Stammbaum der Lehrer-Schüler-Entwicklung, der Entwicklung des Klavierbaues, der Spielmethoden und des Konzertwesens).

## Ehrungen und Sonstiges
Bernhard Böttner erhielt 2005 das Bundesverdienstkreuz am Bande für sein Lebenswerk.
Seit 2014 befindet sich sein künstlerischer, pädagogischer und wissenschaftlicher Nachlass im Bernhard Böttner Archiv in Fürth. Darunter ist sein umfangreicher Briefwechsel mit  Günter Raphael, Mary Wigman, Hermann Abendroth, Arnold Schönberg, Karl Amadeus Hartmann, Aram Chatschaturjan, Dimitri Mitropoulos, Artur Malawski, Henryk Szeryng, Herbert von Karajan, Emil Gilels, Pierre Fournier, Alfred Brendel, Theodor W. Adorno und Vladimir Ashkenazy.

## Werke
- Bibliographie zur Methodologie der Klaviertechnik. Sommerhausen 1985.
- Die pianistische Universaltechnik. Sommerhausen 1982.
- Die pianistische Universaltechnik. Veröffentlichungsauszug II, Kursusmaterialien, Grundlagen und Konzeption. 3. Auflage. Sommerhausen 1995.
- Die Große Genealogie der Pianistik. Sommerhausen 1997.
- Die Große Genealogie der Pianistik. Internationaler Stammbaum der Lehrer-Schüler-Entwicklung. Entwicklung des Klavierbaus, der Spielmethoden und des Konzertwesens. Schaubild und Beiheft, Rekonstruierte Neuauflage der Fassung letzter Hand von 1999, aus: „Die pianistische Universaltechnik“, hg.v. Tim Becker & Raphael Woebs, Daun 2021.
- Alte und neue Wahrheiten über die Tonbildung auf dem Klavier. Ihre physikalischen und physiologischen Grundlagen und die seit 50 Jahren überfälligen Konsequenzen für die Klavierpädagogik. Ein Beitrag zur Didaktik der Universaltechnik. In: ZfMP (= Zeitschrift für Musikpädagogik). Gustav Bosse Verlag, Regensburg. 10. Jahrgang, Heft 29, März 1985, ISSN 0341-2830. Seite 45–69.
- Habituation von Kunstbewegungen. Voraussetzung für die Gewährleistung einer optimalen Klaviertechnik. In: Üben und Musizieren.  Schott Verlag, Mainz, 2. Jahrgang, Heft 5, Oktober 1985. Seite 354–360.
- 9 Thesen zur Evolutionstheorie der Universaltechnik auf der Grundlage einer methodenintegrierenden Definition und Systematik der Anschlagsarten und ihre Konsequenzen für die moderne Klavierpädagogik. In:  Dokumentation 1982 zum EPTA-Kongress (= European Piano Teachers’ Association), Saarbrücken, Hochschule für Musik 1982.
- Grundmängel gegenwärtiger Klavierpädagogik im technischen Bereich. In: Üben und Musizieren. Schott Verlag Mainz, 7. Jahrgang, Heft 2, 1990. Seite 80–87.